# Мациевич, Лев Макарович
Лев Мака́рович Мацие́вич (укр. Лев Мака́рович Маціє́вич; 1 [13] января 1877, Александровка, Киевская губерния — 24 сентября [7 октября] 1910, Санкт-Петербург или Комендантский аэродром) — авиатор, подводник, офицер Корпуса корабельных инженеров Российской империи, в 1897—1903 годах — деятель украинского национального движения, сооснователь Революционной украинской партии. Погиб в первой авиационной катастрофе в Российской империи.

## Биография
Родился и первые 9 лет жизни прожил в посёлке Александровка (ныне — Кировоградская область, Украина).
Отец, Макарий Дмитриевич, — мещанин города Черкассы, православного вероисповедания, бухгалтер сахарного завода в Александровке (арендатором завода был торговый дом «Братья Яхненко и Симиренко»). Мать, Татьяна Фёдоровна, — из семьи сельского православного священника. В семье было девять детей, — все дети выросли, получили образование. В 1890-х годах семья Мациевичей переселилась в село Александровку Лебединского уезда Харьковской губернии, где Макарий Дмитриевич служил управляющим имением.
Начальное образование — домашнее. В 1886 году, в 9-летнем возрасте, Лев Мациевич поступил в 3-ю Киевскую мужскую гимназию, полный курс наук которой окончил в 1895 году. Увлекался математикой, физикой, химией, фотографией, литературой.
После гимназии, в 1895 году, с согласия черкасской мещанской общины, к которой был приписан, поступил в Харьковский практический технологический институт, на механическое отделение.
Будучи студентом института, принимал активное участие в деятельности студенческой национально-просветительской общественной организации — «Украинской студенческой громады (общины)» Харькова. В деятельности харьковской «громады» принимали участие также и три его сестры. Освоил украинский язык (в семье Мациевичей общались на русском языке).
В августе 1899 года был делегатом от харьковских студентов-«громадовцев» на 2-м всеукраинском съезде «Студенческих громад» в Киеве. Принимал участие в подготовке и в издании во Львове материалов съезда.
В феврале 1900 года, вместе с Д. Антоновичем, М. Русовым, Н. Михновским и другими, принял участие в работе 3-го съезда «Студенческих громад» в Харькове, на котором была учреждена первая политическая украинская партия в Российской империи — Революционная украинская партия (РУП), и стал членом этой партии. С февраля 1901 был под негласным надзором полиции.
В конце апреля 1901 года Лев Мациевич выбыл (был исключён) из числа студентов 5-го курса института (получив в мае 1901 года от института соответствующее Свидетельство о среднем образовании), однако в июне 1901 года ему было выдано временное (сроком на один год) Свидетельство о том, что он, как окончивший полный курс наук в институте, удостоен звания инженера-технолога.
Летом 1901 года поступил по вольному найму на работу в мастерские Севастопольского порта чертёжником. Одновременно работал над дипломным проектом.
В апреле 1902 года, представив и защитив проект коммерческого парохода, получил от Харьковского технологического института Диплом инженера-технолога (с приобретением права на утверждение в чине 10-го класса при поступлении на государственную службу).
В октябре 1902 года, выдержав конкурсные экзамены при Морском инженерном Императора Николая I училище (представил свой проект броненосного крейсера и защитил его), был определён на государственную службу по Морскому ведомству с зачислением в Корпус корабельных инженеров младшим помощником судостроителя.
Служил в Севастополе, в Севастопольском порту, выполнял технические расчёты и контроль за ходом строительства и ремонта кораблей, в том числе броненосца «Иоанн Златоуст», крейсеров 1-го ранга «Очаков» и «Кагул».
В 1903 году поступил в Николаевскую морскую академию (Санкт-Петербург) на кораблестроительное отделение. До августа 1904 года учился как «штатный слушатель», затем вернулся на службу в Севастополь и завершил учёбу в академии в 1906 году.
В августе 1904 года Лев Мациевич был назначен исполняющим должность старшего помощника судостроителя Севастопольского порта, затем, в апреле 1905, за отличия по службе зачислен в старшие помощники судостроителя. В марте 1907 переименован из «старших помощников судостроителя» в штабс-капитаны Корпуса корабельных инженеров.
В мае 1905 года был в заграничной командировке, ознакамливался с практикой судостроения.
По окончании Морской академии и, затем, 4-х месячного отпуска, с апреля по октябрь 1907 года Лев Мациевич в порту Императора Александра III (Либава) на учебном судне «Хабаровск» (в офицерском классе Либавского учебного отряда подводного плавания) прошёл курс практических занятий по плаванию на подводных лодках и был включён в «Список офицеров подводного плавания».
В июне 1907 года был в командировке в Киле (Германия) с целью наблюдения за строительством для русского флота подводных лодок типа «Карп» («Карп», «Карась», «Камбала»).
В ноябре 1907 года штабс-капитана Мациевича переводят из Севастополя в Санкт-Петербург, на службу в Морское министерство, и назначают исполняющим должность старшего производителя работ кораблестроительной чертёжной Морского Технического Комитета, ведавшего техническими вопросами кораблестроения и вооружения Военно-морского флота Российской империи. Через год повышают в должности до помощника начальника кораблестроительной чертёжной и привлекают к работе в составе особого комитета по усовершенствованию военного флота.
В марте 1909 года произведен в капитаны Корпуса корабельных инженеров.
В 1907—1909 годах Лев Мациевич представил на конкурс в Морской технический комитет ряд технических проектов. Особенно успешными стали разработанные им проекты противолодочных сетевых заграждений (бонов), один из которых был реализован на практике — «Бон Мациевича» несколько лет использовался для защиты Севастопольского порта, продемонстрировав высокую прочность и устойчивость к штормам. Три из них (проекты устройств для защиты судов от атак самодвижущимися минами) были признаны лучшими с присуждением денежных премий.
Увлёкшись авиацией, осенью 1909 года представил начальнику Морского генерального штаба Докладную записку (с необходимыми техническими расчётами), которая содержала техническое обоснование постройки авианосца (переоборудованного крейсера специального типа с лёгкой навесной палубой, способного нести на борту до 25 аэропланов).
В марте 1910 года во главе группы из 7 офицеров был отправлен в заграничную командировку с целью ознакомления с ходом развития авиации в Европе, закупки аэропланов и обучения лётному делу. Во Франции прошёл курс обучения в авиационной школе Анри Фармана и 9 августа 1910, в числе первых русских лётчиков, получил Диплом авиатора за № 178, закупил по выгодной цене несколько аэропланов — первых «Фарманов», обучился управлению автомобилем. Побывал также в Англии и Бельгии, ознакомился с новыми моделями аэропланов и строительством подводных лодок.
13 сентября 1910 года прибыл из командировки и 24 сентября 1910 года принял участие во «Всероссийском празднике воздухоплавания» — первом в истории России авиашоу, состоявшемся в Санкт-Петербурге на Комендантском поле.
Был женат на Александре Пожидаевой, имел дочь 1903 года рождения.

### Гибель

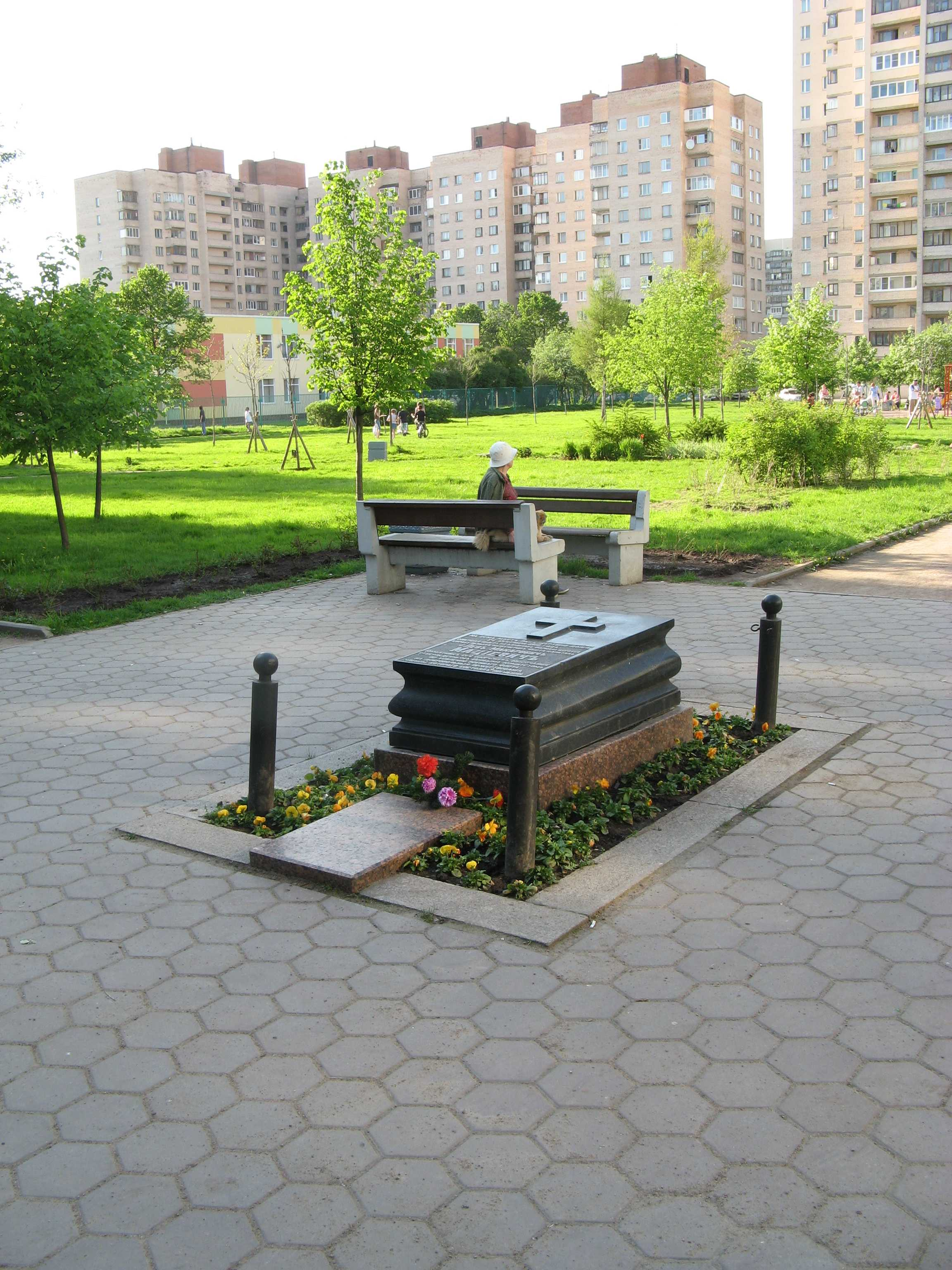
Памятный камень на месте гибели Льва Мациевича (2010 г.)

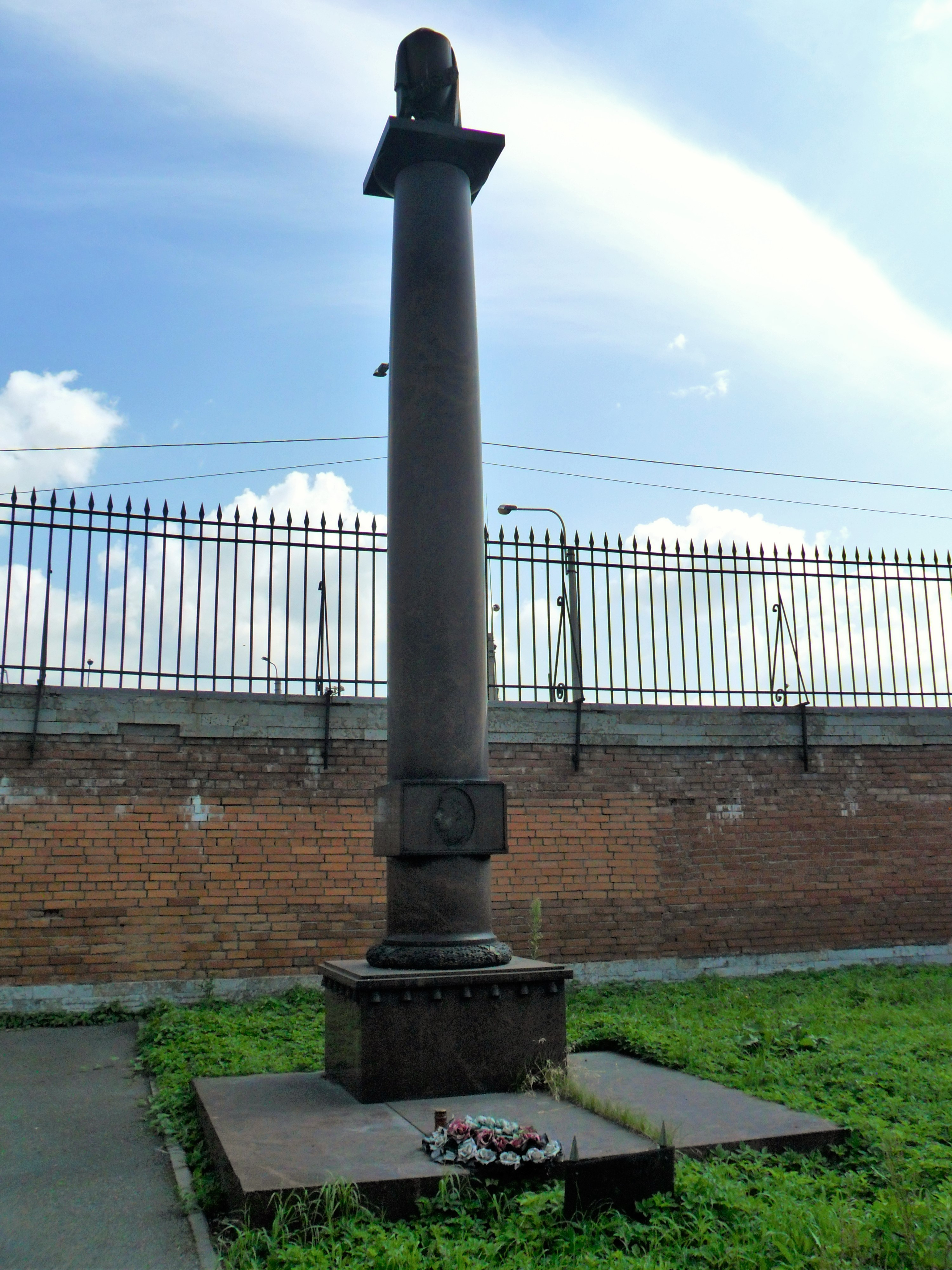
Могила Мациевича на Никольском кладбище Александро-Невской лавры в Санкт-Петербурге (2013 г.)

24 сентября (7 октября) 1910 года Мациевич выступал с показательными полётами в Санкт-Петербурге на «Всероссийском празднике воздухоплавания». В этот день он совершил на своём «Фармане» несколько полётов, катал высших офицеров, влиятельных особ (а тремя днями ранее, 21 сентября, катал председателя правительства Петра Столыпина). Перед последним полётом Мациевича адъютант шефа авиации, Великого князя Александра Михайловича, передал пожелание показать какое-нибудь авиационное достижение. В конце дня Мациевич решил взлететь на максимально возможную высоту.
В 18 часов, во время полёта, на высоте около 400 метров его самолёт начал разваливаться в воздухе на глазах у потрясённых зрителей.
Писатель Лев Успенский, десятилетним подростком присутствовавший при гибели Мациевича, описал её обстоятельства в книге «Записки старого петербуржца»:

Мотор мациевичевского «фармана» вновь заревел баском, уже когда солнце почти коснулось земли. Почерк этого пилота отличался от всех — он летал спокойно, уверенно, без каких-нибудь фокусов, «как по земле ехал». Машина его пошла на то, что в те времена считалось «высотой» — ведь тогда даже среди авиаторов ещё жило неразумное, инстинктивное представление, что чем ближе самолёт к земле, тем меньше опасности; так, вероятно, — держи ближе к берегу — понимали искусство навигации древние мореплаватели.

«Фарман» то, загораясь бликами низкого солнца, гудел над Выборгской, то, становясь чёрным просвечивающим силуэтом, проектировался на чистом закате, на фоне розовых вечерних облачков над заливом. И внезапно, когда он был, вероятно, в полуверсте от земли, с ним что-то произошло…

Потом говорили, будто, переутомлённый за день полета, Мациевич слишком вольно откинулся спиной на скрещение от расчалок непосредственно за его сиденьем. Говорили, что просто один из проволочных тяжей оказался с внутренней раковиной, что «металл устал»… Через несколько дней по городу поползли — люди всегда люди! — и вовсе фантастические слухи: Лев Мациевич был-де втайне членом партии эсеров; с ним должен был в ближайшие дни лететь не кто иной, как граф Сергей Юльевич Витте; ЦК эсеров приказал капитану Мациевичу, жертвуя собой, вызвать катастрофу и погубить графа, а он, за последние годы разочаровавшись в идеях террора, решил уйти от исполнения приказа, решил покончить с собой накануне намеченного дня…

Вероятно, то простое объяснение, которое восходило к законам сопротивления материала, было наиболее правильным.

Одна из расчалок лопнула, и конец её попал в работающий винт. Он разлетелся вдребезги; мотор был сорван с места. «Фарман» резко клюнул носом, и ничем не закреплённый на своём сиденье пилот выпал из машины…

На лётном поле к этому времени было уже не так много зрителей; и всё-таки полувздох, полувопль, вырвавшийся у них, был страшен… Я стоял у самого барьера и так, что для меня всё произошло почти прямо на фоне солнца. Чёрный силуэт вдруг распался на несколько частей. Стремительно чиркнул в них тяжёлый мотор, почти так же молниеносно, ужасно размахивая руками, пронеслась к земле чернильная человеческая фигурка… Исковерканный самолёт, складываясь по пути, падал то «листом бумаги», то «штопором» гораздо медленнее, а ещё отстав от него, совсем наверху какой-то непонятный маленький клочок, крутясь и кувыркаясь, продолжал своё падение уже тогда, когда всё остальное было на земле.

На этот раз солдаты аэродромной службы и полиция опередили, конечно, остальных. Туда, где упало тело лётчика, бежали медики с носилками, скакала двуколка Красного Креста.<…>

Я даже не подошёл к остаткам самолёта. Подавленный до предела, совершенно не понимая, что же теперь будет и как надо себя вести — это была вообще первая в моей жизни смерть! — стоял я над неглубокой ямкой, выбитой посреди сырой равнины поля ударившимся о землю человеческим телом, пока кто-то из взрослых, видя мое лицо, не сказал сердито, что детям тут делать нечего.

Еле волоча ноги, я ушёл. Но, видно, мне «было что тут делать», я тоже унёс с собой и сохранил навсегда запах растоптанных множеством ног трав, мирный свет очень красного в тот день заката и рычание мотора в одном из ангаров, который, несмотря ни на что, гонял кто-то из механиков, и ту вечную память о первом героически погибшем на моих глазах человеке, что позволила мне сейчас написать эти строки…

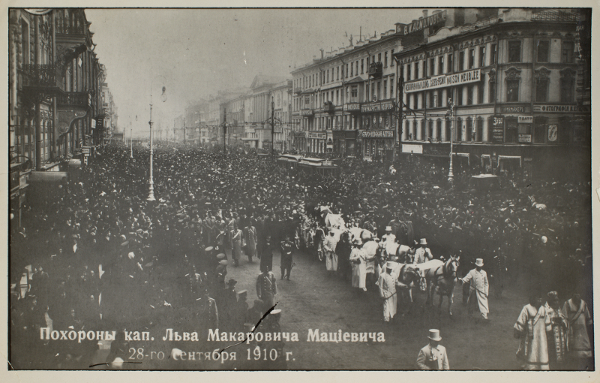
Похороны капитана Льва Макаровича Мациевича в Санкт-Петербурге

Эта трагедия вызвала потрясение у всех. Хоронили Льва Мациевича как национального героя, улицы Санкт-Петербурга были заполнены народом, над траурной процессией летел дирижабль «Кречет».
Похоронен Лев Мациевич на Никольском кладбище Александро-Невской лавры.
Лев Мациевич стал первой жертвой авиационной катастрофы в Российской империи. Его смерть привела к изобретению ранцевого парашюта Глебом Котельниковым.

## Награды
Знаки отличия российских и иностранных орденов и прочие награды капитана Мациевича (на январь 1909 года):
- Знак Морской академии (1906)

## Память
- В Санкт-Петербурге, на месте гибели Льва Мациевича (ныне — сквер его имени между домами № 11/1 и 13/1 по Аэродромной улице, 59°59′50″ с. ш. 30°17′14″ в. д.HGЯO), в 1912 году был установлен памятный камень (архитектор И. А. Фомин).
- Там же, в районе бывшего Комендантского аэродрома, находится площадь Льва Мациевича.
- Николай Александрович Морозов, который был одним из пассажиров Мациевича и очевидцем его гибели, посвятил погибшему лётчику стихотворение «Памяти Л. М. Мациевича».
- Александр Блок описал последний полёт Льва Мациевича в стихотворении «Авиатор» (1910—1912 гг.). Стихотворение содержит поразительное предвидение Блока в отношении будущего военного использования авиации для бомбардировки наземных целей, о чём в 1910 году не задумывались даже ведущие военные теоретики.
- Игорь Северянин посвятил памяти лётчика стихотворение «Памяти Мациевича»[12].
- Михаил Савояров в конце сентября 1910 года посвятил капитану Мациевичу мелодекламацию (с аккомпанементом скрипки) «Смерть авиатора»[13], впоследствии переделанную в сцену «На аэродроме» (полёт авиатора)[14], имевшую успех у публики.
- Дмитрий Богемский в октябре 1910 года выпустил пластинку с мелодекламацией «Смерть авиатора» (в аккомпанементе фортепиано и скрипки) на свой текст[15].
- Леонид Андреев в 1910 году написал рассказ «Надсмертное» («Полёт»)[16].
- В романе Леонида Леонова «Русский лес» (1953) эпизод гибели авиатора Мациевича вплетён в художественную ткань произведения как фон разворачивающихся сюжетных событий.
- В октябре 2015 года в городе Александровка (Кировоградская область) был установлен памятник Льву Мациевичу. В инициативную группу по установке памятника вошли писатель Владимир Кобзарь, профессор НаУКМА Владимир Панченко, краевед Иван Петренко и народный депутат Николай Томенко[17].
- 31 октября 2016 года по инициативе Александровской громады Киева на фасаде бывшей Третьей киевской гимназии (Подол) была установлена мемориальная доска в память об обучении здесь Льва Мациевича.
- В 2017 году в Киеве в честь авиатора переименовали Социалистическую улицу в улицу имени Льва Мациевича[укр.][18].
- Архив семьи Мациевичей сохраняется в Киеве в семье Юрия Сахно, внука младшего брата Льва Макаровича — Евгения Макаровича.